# Realizam (književnost)

## Značenje pojma
Realizam (termin potječe iz latinskog jezika res – stvar, realis – stvaran, predmetan) u znanosti o književnosti javlja se u više značenja. 
Kao književnopovijesni tipološki pojam označava:. 
- književni i umjetnički pravac koji nastoji stvarnost prikazati vjerno, bez strasti, objektivno i bezlično

- književnu epohu u kojoj dominira pravac realizma između tridesetih i devedesetih godina 19. stoljeća

- stilsku formaciju, odnosno književnopovijesnu cjelinu s nadindividualnim i nadnacionalnim stilskim jedinstvom

Kao bezvremenska kategorija, realizam označava:
- književnu metodu (kompleks postupaka, izražajnih sredstava i umjetničkih afiniteta), koji se javlja u svim književnostima od antike do danas. Realističku metodu označava književnost koja prikazuje stvarnost kakvom je, ali i kakva je moguća prema zakonu vjerojatnosti i nužnosti, odnosno književnost koja je uvjerljiva u odnosu prema objektivnoj stvarnosti.

## Nastanak pojma i širenje značenja
Termin realizam prvo se javlja u filozofiji 18. stoljeća, dok se u književnosti primjenjuje tek od 19. stoljeća. Friedrich Schiller i Friedrich Schlegel među prvima upotrebljavaju ovaj pojam. Govoreći o "realizmu u pjesništvu" ovim se pojmom označava suprotnost idealizmu.
U francuskoj kritici pojam realizam susrećemo u jednom članku časopisa "Mercure francais" iz 1826. godine. Međutim, značenje književne škole ili pravca u Francuskoj dobiva tek u raspravama koje su se vodile oko Courbetovih slika, i posebno zahvaljujući člancima Champfleuryja objavljenim u njegovoj knjizi Realizam (La Realisme, 1857). U anglosaksonskim književnostima termin realizam javlja se 50-tih godina 19. stoljeća, iako pokreta pod tim nazivom nema sve do 80-tih godina 19. st. U njemačkoj književnoj kritici javlja se termin poetski realizam u značenju suprotnom od onog koje je realizmu pridavala francuska kritika. U Italiji se 80-tih godina javlja realizam pod nazivom verizam. Pisarev svojim djelom »Realisti» (1864.) uvodi pojam realizam u rusku književnu kritiku, s tim što kod njega to još uvijek nije književnopovijesni termin, nego oznaka za idejni stav dijela ruske inteligencije. Šenoa je prvi uporabio ovaj pojam u Hrvatskoj 70-tih godina 19. stoljeća, u kojoj se kao pravac realizam formirao tek početkom 80-tih 19. stoljeća. Pojam realizam uvodi u srpsku književnu kritiku Svetozar Marković (»Pevanje i mišljenje«, 1868.; »Realnost u poeziji« 1870.).
Početkom tridesetih godina sovjetska znanost o književnosti usvojila je tipologiju metoda koje se u povijesti izmjenjuju. Utvrđuje se da je realistički pristup prisutan u zapadnoeuropskoj književnosti od Ilijade i Odiseje do pisaca dvadesetog stoljeća. U teorijskim se raspravama govori o «antičkom realizmu», «realizmu u srednjovjekovnoj književnosti», «realizmu renesanse», «prosvjetiteljskom realizmu», «romantičnom realizmu», «magičnom realizmu». U usvojenoj sovjetskoj tipologiji metoda realizam je suprotstavljen modernizmu u suvremenoj književnosti. Međutim, francuski marksist R. Garaudy u svojoj knjizi »Realizam bez obala« primjenjuje pojam realizam i na modernu književnost (djela Kafke i dr.). Za Ericha Auerbacha (»Mimesis«, 1946.) pojam realizam jest izvanvremenska i nepovijesna kategorija.
Postupno širenje značenja pojma zahtijevalo je da se uvijek točno odredi u kojem značenju je termin «realizam» upotrijebljen.

## Obilježja europskog realizma
Realistički pristup prisutan je od antike do danas. U osnovi ovog pojma je antički mimezis u značenju podražavanja stvarnosti. Tridesetih godina 19. st. realistički pristup postaje dominantan u zapadnoeuropskoj književnosti. Prevladavanje realističkog pristupa dovodi postepeno do izgrađivanja književnog pravca realizma, odnosno stilske formacije (pojam koji uvodi Aleksandar Flaker i kojim se precizira značenje književnog pravca) realizma. Namjera realističkih pisaca 19. st. nije puko podražavanje i prenošenje stvarnosti. Oni književnosti pridaju novu funkciju – gnoseološku, spoznavanja društvenih odnosa. Ta je funkcija u svojoj suštini društveno-analitička. Dovodeći u uzajamne odnose likove koji su socijalno-psihološki motivirani, realistički pisac podvrgava analizi posebne tipove društvenog ponašanja pružajući umjetničkim sredstvima čitaocu spoznaju društvenih odnosa. 
Stilska formacija jest književnopovijesni pojam koji uvodi Aleksandar Flaker, označavajući povijesno nastalo nadindividualno i nadnacionalno stilsko jedinstvo. Utvrđivanje odlika stilske formacije realizma postiže se stilskom interpretacijom srodnih književnih djela, a ne na osnovu programskih samoodređenja književnih pokreta ili škola. Stilsku formaciju realizma čine one zajedničke osobine koje povezuju nesporna realistička djela nastala sredinom 19. stoljeća, one zajedničke crte koje razgraničavaju realizam od stilske formacije romantizma, i od onih književnopovijesnih pojava koje se unutar stilske formacije realizma razvijaju i označavaju početak njegove dezintegracije, odnosno raspadanja, a koje se obilježavaju općim terminom – modernizam.
Za razliku od romantizma u realizmu prozni književni oblici ostvaruju dominaciju – roman, pripovijetka, novela. Fabula je podređena temeljnom postupku realizma – otkrivanju likova. Fabula se oblikuje tako da se lik podjednako prikaže i osvijetli i kao društveno, i psihološko i intelektualno biće. Svojstvene su joj socijalno-psihološke motivacije. Ističe se čovjekova uvjetovanost društvenom i prirodnom sredinom. Deskriptivnost (opisi pejzaža, enterijera, portreta, karaktera, sredine, atmosfere) u realizmu je u funkciji socijalno-psihološke karakterizacije. Odlikuje se fotografskom preciznošću i detaljnošću. Česti su primjeri metaforičke karakterizacije kada se opisom ambijenta predočavaju karakterne osobine ili psihološko stanje junaka. Realisti stvaraju reprezentativne književne likove - Eugen de Rastignac (Balzac), Emma Bovary (Flaubert), Julien (Stendhal), Ana Karenjina (Tolstoj). Realistički likovi nisu nosioci samo jedne karakterne osobine, već niza različitih, često iznenađujućih osobina. Oni nisu jednodimenzionalni, već reljefni i višedimenzionalni. Realistički oblikovan lik je promjenljiv i prikazan u svom razvoju. Fabula se često i zasniva na praćenju promjena kroz koje realistički lik u odnosima s drugim ljudima prolazi. U skladu sa socijalno-psihološkim motivacijama likovi otkrivaju različite osobine u interakciji s drugim likovima.
Realizam je razvio teoriju o tipičnosti i načelu tipizacije i individualizacije, kao i načelo uvjerljivosti likova. Prema načelu tipičnosti realistički likovi su predstavnici svoga vremena, određenog prostora i društvene grupe. Realistički lik mora biti uvjerljiv, da podsjeća na stvarnog čovjeka i u isto vrijeme individualiziran, poseban, različit od drugih. Realistički se pripovjedač razlikuje od romantičara u težnji da se distancira od stvaranih likova, od svijeta književnog djela, nastojeći da pripovijeda objektivno. Realist izbjegava komentirati postupke svojih junaka. Zato preovladava forma pripovijedanja u trećem licu, "on"-forma. Čak i kada je pripovjedač prisutan u prvom licu, "ja"-forma, objektivnost se postiže zaklanjanjem pripovjedača iza uloge tobožnjeg priređivača pronađenog rukopisa (pseudo-dokumentarna tehnika) ili tehnikom iskaza (uvođenje junaka pripovjedača koji okupljenima priča o događajima u kojima je sudjelovao ili je bio svjedok). Jezik pisca i likova razlikuje. Pribjegavaju diferenciranju jezika svojih likova, uvode se žargonizmi, dijalekti, sociolekti...  Jezik postaje sredstvo karakterizacije i individualizacije likova. 
Pojava realizma često se dovodi u vezu s usponom građanske klase. U to vrijeme cilj književnog stvaranja postaje spoznaja zakona društvenih odnosa. Književnost zadobiva funkciju spoznavanja, suštinski društveno-analitičku, pa prema tome i kritičku. Takva ambicija pisaca potaknuta je razvojem pozitivizma u znanosti, i materijalizma u filozofiji. Analitičnost i kritičnost doprinose razvoju humorističnih i satiričnih žanrova. Realističko djelo nastoji prikazati društvenu stvarnost sa svim vrlinama i manama, s klasnim antagonizmom, moralnim i psihološkim karakteristikama. U tom svom nastojanju zahvaća sve društvene slojeve i društvene grupe.

## Razvojne faze realizma
U stilskoj formaciji realizma u razvijenim književnostima mogu se izdvojiti posebne razvojne faze: 
- rani realizam, tridesetih godina 19. st. (Balzac, Stendhal, Dickens, Gogolj),
- razvijeni realizam, pedesete i šezdesete godine 19. st. (braća Goncourt, Flaubert, Daudet, Thackeray, Turgenjev, Gončarov, Keller),
- visoki realizam (Dostojevski, Tolstoj), poslije čega nastupa opadanje, odnosno dezintegracija realizma.
Dezintegracija realizma ogledava se u narušavanju ravnoteže između socijalnog, psihološkog i intelektualnog sadržaja; u naglašenoj psihologizaciji likova, unošenju izrazito simboličkih vrijednosti, nefunkcionalnosti opisa. To je period sedamdesetih i osamdesetih godina 19. stoljeća u razvijenim zapadnoeuropskim književnostima kada se razvijaju naturalistički i impresionistički oblici uz trajanje realističkih oblika.

## Predstavnici

### Francuski realizam
- Stendhal (pravim imenom Henri Beyle)
- Honore de Balzac
- Gustave Flaubert

### Ruski realizam
- Nikolaj Vasiljevič Gogolj
- Lav Nikolajevič Tolstoj
- Fjodor Dostojevski
- Ivan Sergejevič Turgenjev
- Ivan Gončarov

### Engleski realizam
- George Eliot
- William Thackeray
- Thomas Hardy
- Charles Dickens
- Arnold Bennett
- George Meredith
- Robert Louis Stevenson
- Lewis Carroll
- Samuel Butler

### Američki realizam
- Herman Melville
- Walt Whitman
- Mark Twain
- Henry James

### Poljski realizam
- Boleslaw Prus
- Henryk Sienkiewicz

### Hrvatski realizam
I hrvatski realisti nastoje prikazati stvarnost svoga doba na što vjerodostojniji način. Glavne teme ovoga razdoblja bit će: propadanje plemstva, novi društveno-ekonomski odnosi, raslojavanje sela, odnosi selo-grad i slično. Valja napomenuti da su pisci uglavnom vezani za svoj zavičaj, tzv. regionalizam: Hrvatsko zagorje (Ante Kovačić, K. Š. Gjalski), Istra i Primorje (E. Kumičić, V. Novak), Slavonija (J. Kozarac), Lika (J. Draženović). U pisanju je temeljni postupak fabula, zato se i najviše pišu novele i romani, a najmanje poezija. Odlike koje su bitne za ovo razdoblje: kritičnost (kritika društvenih problema, upozoravanje na probleme), tipičnost (opisani lik ima sve osobine skupine kojoj pripada; on je predstavnik svoje skupine i svoga vremena), objektivnost (pisci nastoje vidjeti svijet onakvim kakav jest - nastoji se prikazati istina.)
- August Šenoa
- Eugen Kumičić
- Ante Kovačić
- Janko Leskovar
- Ksaver Šandor Gjalski
- Vjenceslav Novak
- Silvije Strahimir Kranjčević
- Josip Kozarac